# 福島正則
福島正則（日语：／ Fukushima Masanori，1561年—1624年8月26日）幼名市松，是安土桃山時代、江戶時代的武將和大名。父親是福島正信，母親是豐臣秀吉的姨母。

## 經歷

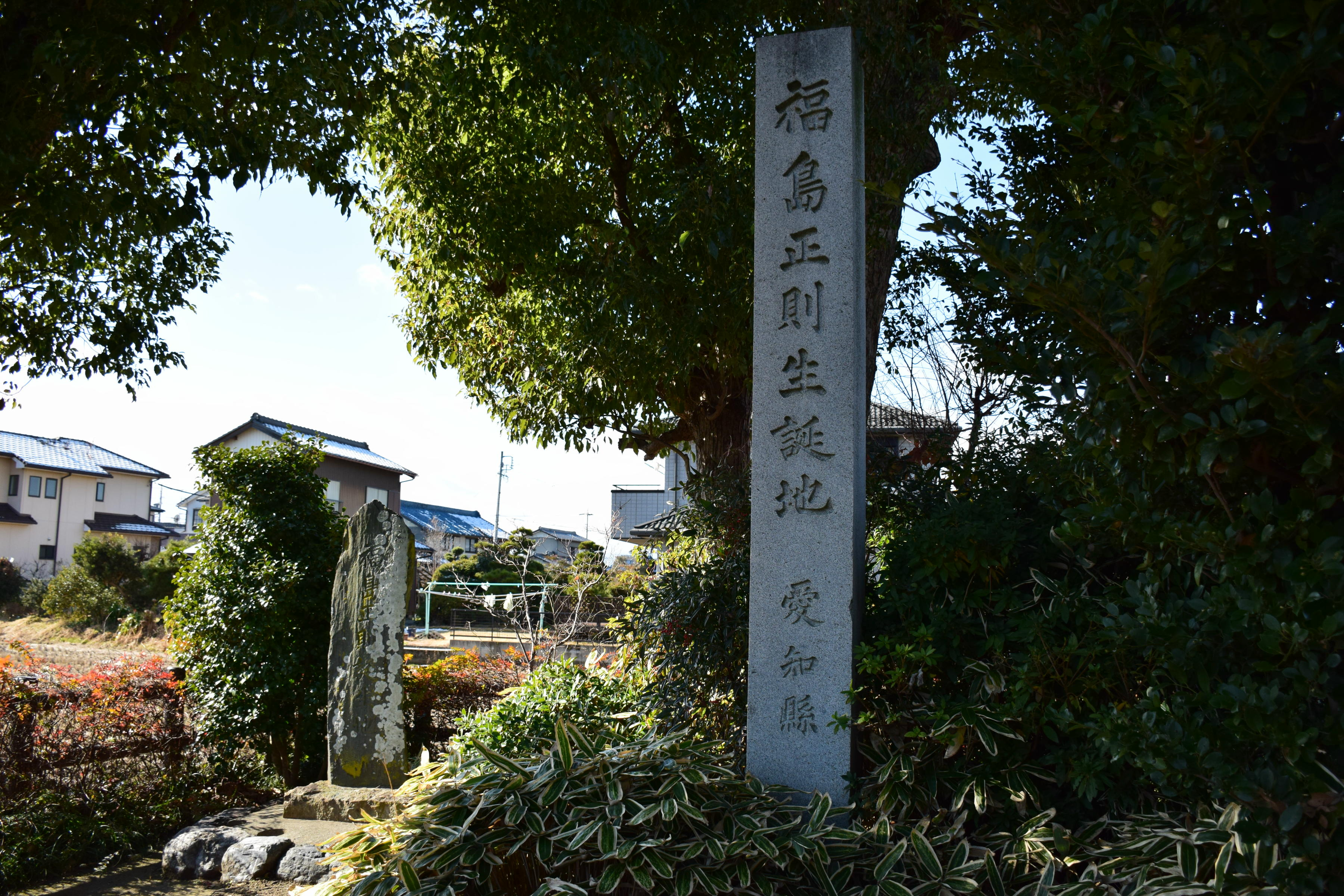
福島正則誕辰地（愛知縣海部市二ツ寺屋敷）

1561年（永祿4年）出生於尾張國海東郡（今愛知縣海部市）。由於與羽柴秀吉（豐臣秀吉）有親戚關係，年幼時已為秀吉的小姓。
正則首次上戰場是秀吉攻打三木城，獲得200石知行。其後參加中國征伐和山崎之戰，在山崎之戰立下戰功，增加為500石的知行。之後在賤岳之戰中，斬殺了柴田勝家的大將拜鄉家嘉，立下戰功，俸祿加增至5000石，其餘六人為3000石，為賤岳七本槍之首。後參加攻擊根來寺的戰役，在秀吉完成四國征伐後為伊予國今治11萬石大名。
1592年，福島正則出征朝鮮參與文祿之役，是第五隊的主將，率領戶田勝隆、長宗我部元親、蜂須賀家政、生駒親正、來島通總等人，攻擊京畿道。年末，正則的部隊留守京畿道。1594年在場門浦李舜臣交戰，為李舜臣所擊敗。1595年，由於朝鮮諸戰役的功績，正則受封於尾張清洲城24萬石的大名。
1599年五大老前田利家死後，與朝鮮戰役時與石田三成的文治派交惡，於當年與其餘六人策劃襲擊石田三成，這計劃最終未能成功。在這個時候其養子正之與德川家康養女滿天姬結婚。
一年後，關原之戰中屬東軍先鋒，原定跟隨家康討伐會津國大名上杉景勝。後來石田三成起兵，於是大軍折返近畿；正則希望與三成直接交鋒而成為返回近畿的先鋒，在岐阜城之戰與前哨隊池田輝政立下了大功。爾後在關原戰場上與宇喜多秀家隊交鋒，雙方一直保持均勢，直到小早川秀秋攻向西軍，一改戰況而取得勝利。因此最後與三成交戰的計劃沒有達成，但戰後論功行賞，正則獲得了安藝、廣島、備後等三國49萬石。
慶長6年（1601年）3月，正則進入封地，首先巡檢領内、重新計算領地的石高，推行「事實上給米制」，即是以檢地結果為徵收年貢的根據，鼓勵農民公開年度實際收成，目的在大大減輕農民負擔。此外，也致力於領内寺社的重建與保護。慶長7年（1602年），從事嚴島神社的平家納經的修復工作。檢地實際結果，領地石高為51萬5800。
江戶時代初期，參與多項築城工作。慶長8年（1603年），於安藝最西端著手建築亀居城。該城在毛利領最東端的岩國城對岸、扼守山陽道的交通要地。
1611年（慶長16年），促成豐臣秀賴與德川家康在京都二條城會面，成功說服反對的淺野長政和殿，但會面當天以生病為由沒有同席，只在城外派遣部隊一萬人戒備。該次會面後，加藤清正、浅野長政、幸長父子、池田輝政等親豐臣的大名相繼死去，正則自身於慶長17年（1612年）以生病為由開始隠居。
在大坂之役中，豐臣秀賴希望他派兵加入豐臣方，但正則沒有答應，僅對於豐臣家自行接收了廣島藩在大坂糧食倉庫八萬石藏米默認。不過也因為這件事，正則提出希望加入東軍時，德川家康不予同意，命令他留在江戶城。但同族的福島正守、福島正鎮加入豐臣軍；嫡男福島忠勝則率兵加入幕府軍。然而，戰後，正則的弟弟福島高晴被發現與豐臣家内通，遭受幕府改易。
1619年，因為颱風和暴雨的影響，向幕府提出申請修築廣島城的許可令，同時自行緊急維修損毀部分。事後幕府指責他沒有正式申請，違反武家諸法度。人在江戶的正則趕緊向幕府謝罪，並表示會把擅自修改的部分破壞，但事後幕府指責他並未如實破壞擅修處，將他所擁有的廣島50萬石沒收。據説正則被報酒後有不滿幕府的言論，所以被德川秀忠沒收領地。
初時幕府打算將正則父子移封至陸奧國津輕一帶，在遭到當地總治者津輕信枚反對及牧野忠成指出陸奧一帶較遠，最後正則與其子福島忠勝移封到信濃國川中島四郡的高井郡及越後國魚沼郡（高井野藩），封秩4萬5千石。改易後，將家督讓給嫡子忠勝後出家，號高齋。1620年，將其中2萬5千石收入交給忠勝；同年，忠勝病逝，領地收入交還給幕府。
1624年（寬永元年）福島正則病逝。他在高井野生活的5年間，留下領内的總檢地、用水設置改善與新田畝開發，並致力於治水工事等等功績。家臣津田四郎兵衛在幕府的檢死役堀田正吉到達前，便將其屍體火葬，為此受到幕府追究，將剩餘的二萬石沒收，僅給予他的三子正利3112石，以旗本身分繼續為幕府效力。一說正則是受不了一連串的改易而切腹自殺，家人為了隱瞞事實才緊急將他火化。
死後的戒名是海福寺殿月翁正印大居士。墓地在長野縣小布施町梅洞山岩松院，正則廟在京都市右京區妙心寺海福院、和歌山縣高野町高野山悉地院、廣島市東區新日山不動院及愛知縣海部郡美和町菊泉院五處。
寛永14年（1637年），福島正利無子嗣死去。福島氏由福島忠勝的孫子正勝繼嗣。

## 官職
- 天正13年7月16日（1585年8月11日）從五位下左衛門大夫。
- 慶長2年7月26日（1597年9月7日），任官侍從。
- 慶長7年3月7日（1602年4月28日），左近衛権少將（從四位下同時就任）。
- 元和3年6月21日（1617年7月23日）、從三位參議。同年11月辭去參議一職。

## 家臣
- 可兒才藏
- 尾關正勝
- 大崎長行
- 志賀親次
- 大道寺直次

## 遊戲
- 戰國無雙系列 &無雙OROCHI系列（光榮公司開發，藤本隆宏（日语：藤本たかひろ）配音）